# Prestwichia solitaria
Prestwichia solitaria är en stekelart som beskrevs av Ruschka 1913. Prestwichia solitaria ingår i släktet Prestwichia och familjen hårstrimsteklar.
Artens utbredningsområde är Tyskland. Arten är reproducerande i Sverige. Inga underarter finns listade i Catalogue of Life.